# 烏鬼洞
烏鬼洞，又稱鬼界厝，是位於臺灣屏東縣琉球鄉天福村的珊瑚礁岩洞，為1636年拉美島事件中，拉美島人的躲藏與罹難處，亦是當地觀光景點，曾被誤會是黑人所居。

## 歷史事件

### 荷治時期
1622年10月，荷蘭東印度公司船隻金獅號（荷蘭語：Goude Leeuws）的船長、商務官、部分船員，登上台灣島西南方的離島拉美島（荷蘭文獻記為 ，為當時台灣本島原住民對此島的稱呼，即今小琉球、又稱琉球嶼）取水遭殺害。為了紀念，荷人又稱此島為金獅島（'t Goude Leeuwseylandt）。1631年9月，公司快艇貝佛維克號（Beverwijck）遇風暴失蹤，之後調查認為是船難漂流至拉美島，船員登島遭殺害。
為了報復，1633年11月，公司派軍攻擊金獅島。島上戰士伏擊登岸的荷軍斬殺2人，全島居民隨即躲藏起來，荷軍一無所獲，只好殺死當地養豬、燒掉全部村落房舍之後返回。
1636年4月21日，公司再度派軍攻擊金獅島，對島上的拉美人（荷蘭文獻記為 ）展開鎮壓。同月26日，荷蘭人與放索社和新港社援軍再駛往金獅島。拉美人躲避的烏鬼洞被發現，被荷蘭人以四十名兵士看管，堵住所有洞口出口，並奪取糧食、水，以煙燻逼出。三日後，四十二名拉美人出來投降，八名為男性，其餘為婦女孩童。自5月1日以來陸續俘獲，直到5月4日洞窟再無傳出聲響，遂進入洞內查看，發現約二、三百具屍體。

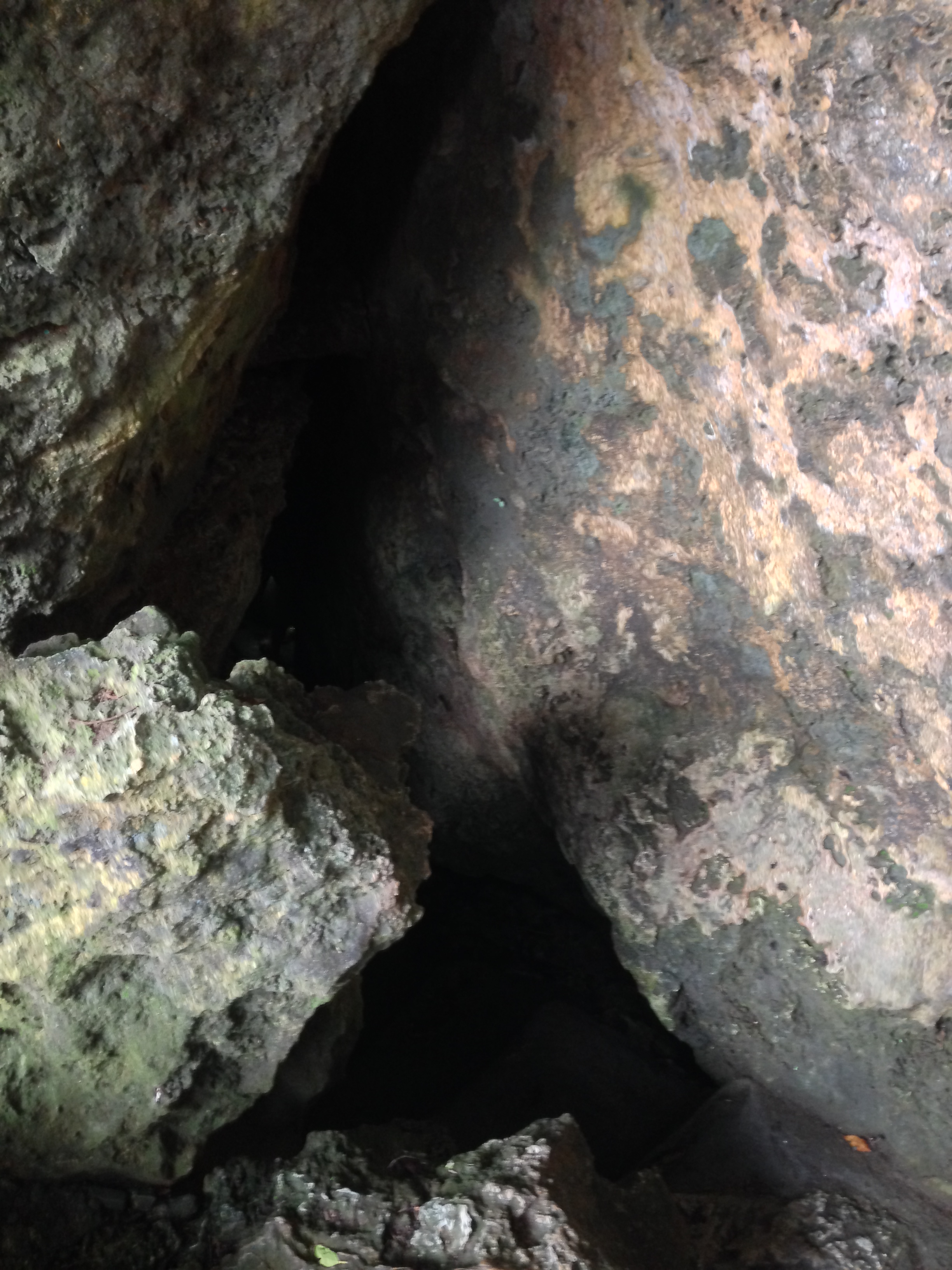
烏鬼洞

對此慘劇，《熱蘭遮城日記》寫：「這些不人道、不信上帝的異教徒，對我們和其他很多人所犯的罪行，這是對於有天理公道的全人類的敵人。以這樣的方法來處罰他們，也許是全能者所嘉許的。」
之後，荷蘭方又再距該洞一鳥槍的距離的山洞發現躲藏的拉美人。同年6月，荷蘭方三名士兵被殺害。荷蘭方遂動員新港社、蕭壠社、麻豆社、目加溜灣社、放索社、搭加里揚社、Delatocq社等七社及三十名兵，於7月5日再次出征，以饑餓及縱火方法將殘餘的拉美人從山洞等處迫出，殺死三百人以上，此後繼續抓人為奴，直到1645年初，洋名為Sams-jack的漢人捕獲剩下十五名的拉美人後，至此，先住民從此島消失。

### 清治時期
拉美島事件中的烏鬼洞，已成為失真的傳說。如盧德嘉纂《鳳山縣采訪冊》對於烏鬼洞的記載：「上有石洞，在天台澳尾。相傳舊時有烏鬼番聚族而居，頜下生腮，如魚腮然，能伏海中數日。後有泉州人往彼開墾，番不能容，遂被泉州人乘夜縱火盡燔斃之。今其洞尚存。好事者輒往遊焉。」

### 日治時期
1900年8月9日，伊能嘉矩與盧德嘉晤談，嗣後紀錄烏鬼洞的傳說。同月24日，伊能嘉矩擬自東港往小琉球踏勘，因下雨不通船遂未成行。
烏鬼洞曾多年被認為是荷蘭人所帶來黑奴一時所居。1931年，為紀念熱蘭遮城興建三百年，舉辦台灣史料展覽會。東港郡役展出烏鬼洞的照片一張，後來收於此展覽會目錄《台灣史料集成》中。書中對於此照片的解說即：「在小琉球嶼天台澳的石洞，俗稱『烏鬼洞』，距今三百年前荷蘭人所帶來黑奴一時避難於此處。洞內寬度約有三疊之廣。曾有古器物自洞內發現。似是他們的遺物。」

### 戰後時期
1948年5月20日，金關丈夫、國分直一來到小琉球作考古調查，查覺烏鬼洞近年來崩壞有顯著擴大。洞窟內深處有用30、40公分的土角鋪上的土床。遺物有紅褐色粗面先史陶器的破片、近代中國日常用的陶瓷片及與安平壼同質的白色陶瓷片，以及鹿科動物顎骨和長管骨。兩人還在烏鬼洞附近的蕃仔厝發現原住民遺物，猜測可能蕃仔厝可能因外來民族的襲擊被毀滅，一部分敗殘者一時利用烏鬼洞居住。

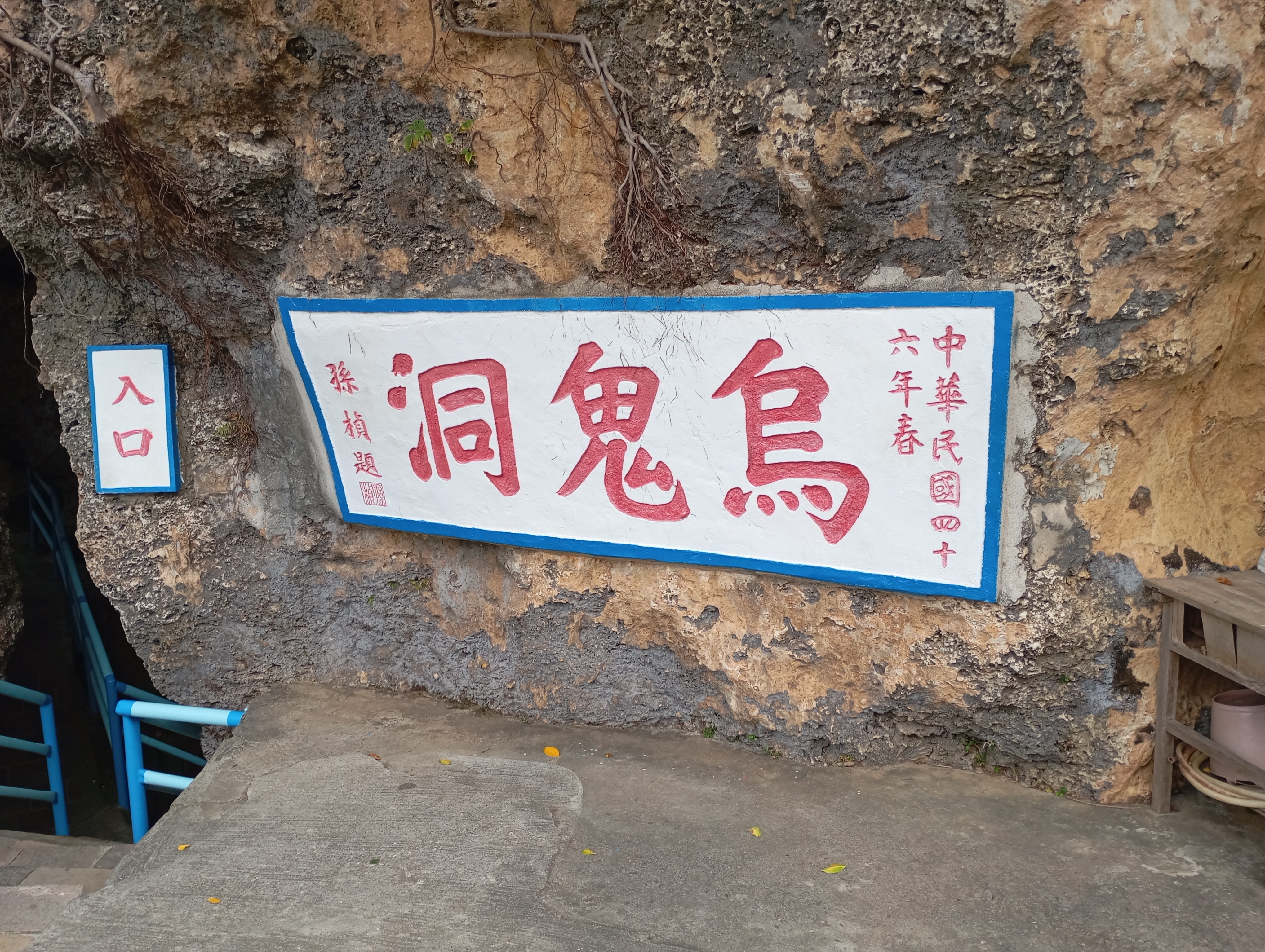
烏鬼洞入口石碣

林藜在1971年出版的《蓬壺擷勝錄》，紀錄小琉球當地人又稱烏鬼洞為「鬼界厝」。因洞狹小、黑暗，旅客會攜帶手電筒鑽遊。入口旁邊還有孫楨在1957年春的題字石碣。
1975年2月21日，琉球鄉長洪江城在烏鬼洞口旁立石碑，將此山洞躲藏者被殺的歷史誤認為明鄭時期發生，文如下：

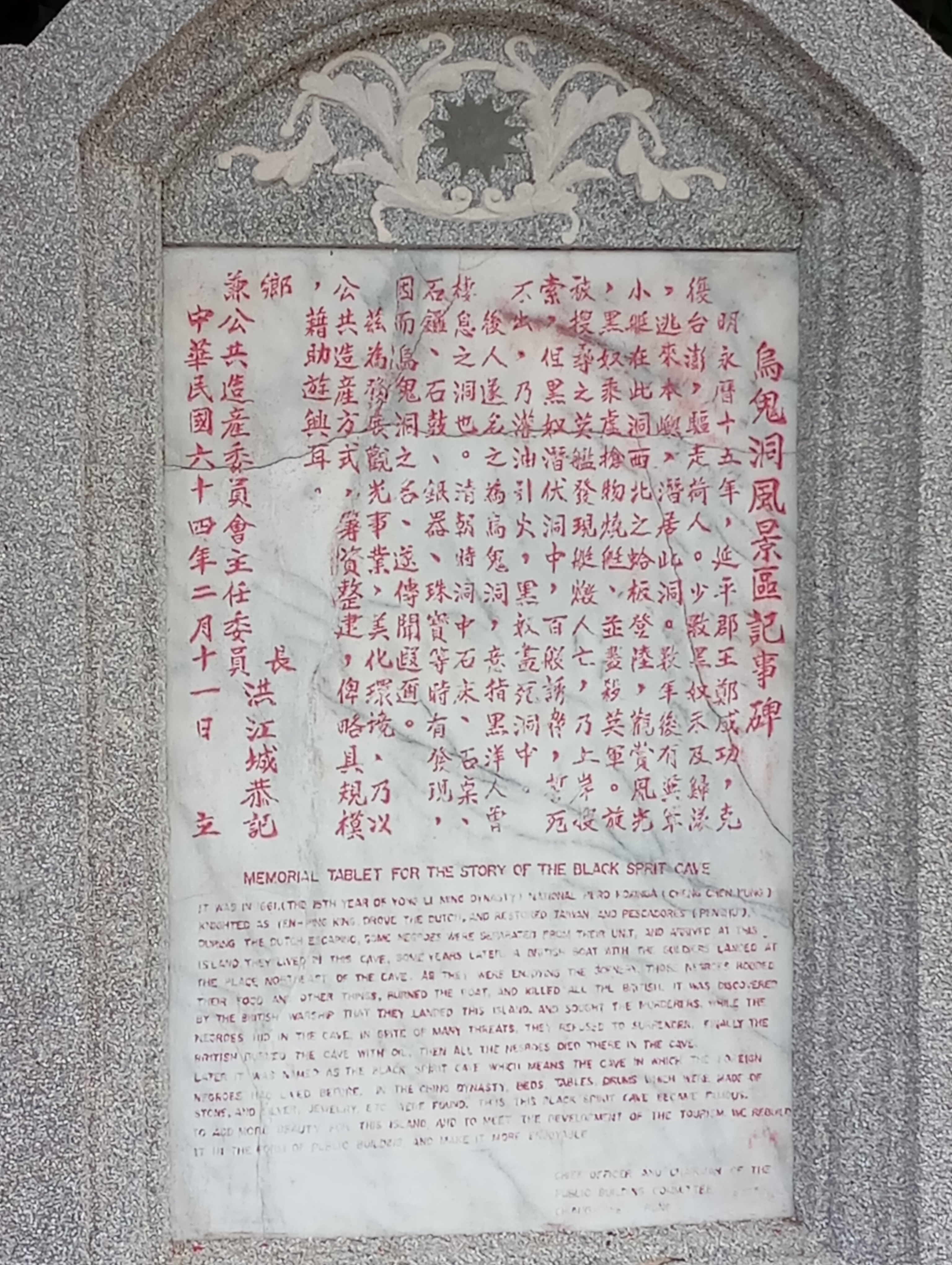
烏鬼洞風景區記事碑

明永曆十五年，延平郡王鄭成功，克復台澎，驅走荷人。少數黑奴未及歸隊，逃來本嶼，潛居此洞。數年後，有英軍小艇在此洞西北之蛤板登陸，觀賞風光，黑奴乘虛搶物燒艇，並盡殺英軍。旋被搜尋之英艦發現艇燬人亡，乃上岸搜索，但黑奴潛伏洞中，百般誘脅，誓死不出，乃灌油引火，黑奴盡死洞中。

後人遂名之為烏鬼洞，意指黑洋人曾棲息之洞也。清朝時洞中石床、石桌、石鑼、石鼓、銀器、珠寶等時有發現，因而烏鬼洞之名，遂聞遐邇。

茲為發展觀光事業，美化環境，乃以公共造產方式，籌資整建，俾略具規模，藉助遊興耳。

鄉長 洪江城 恭記

兼公共造產委員會主任委員

中華民國六十四年二月十一日 立

對於烏鬼洞的訛傳，直到曹永和以金關丈夫、國分直一的考古發掘切入，綜合烏鬼洞的相關傳說，再以荷蘭歷史文獻來釐清「烏鬼」是指何者，寫成〈小琉球原住民的消失：重拾失落台灣歷史之一頁〉於1994年4月的「平埔族群學術研究學術研討會」發表後，才還原當時荷蘭人的征伐歷史。
曹永和依照荷蘭文獻中提到拉美島人與馬卡道族放索社語言可通，認為拉美島人可能也是該族。而劉益昌以清代對小琉球相關文獻記錄，並未有平埔族支社在此生活，認為可能是獨立原住民族系，並建議將珊瑚礁岩的烏鬼洞列遺址保存。

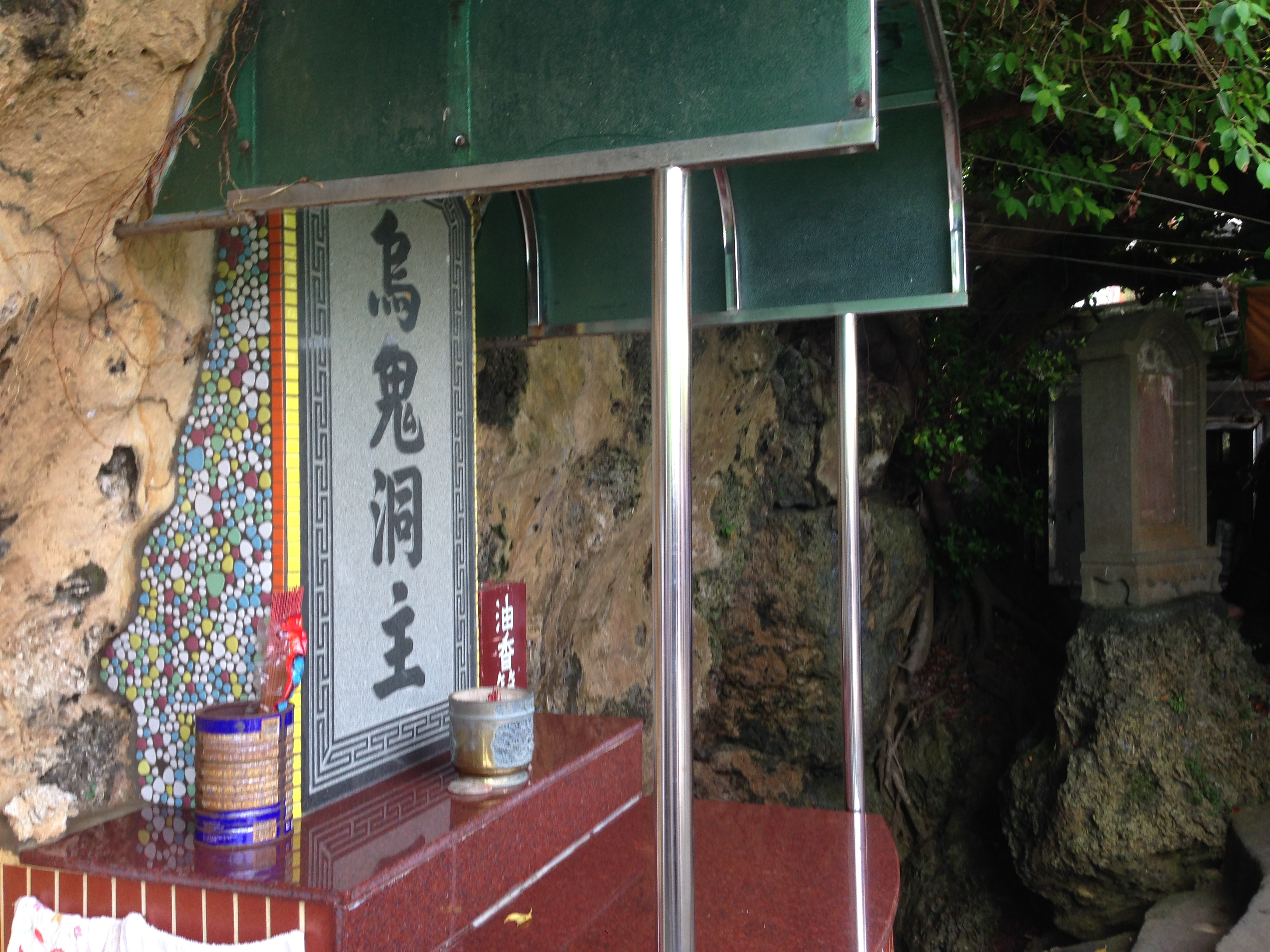
烏鬼洞主牌位